# Johann Jacob Rehfuß
Johann Jacob Rehfuß (* 1740 in Tübingen; † Januar 1821 ebenda) war ein württembergischer Metzger und Bürgermeister von Tübingen.

## Leben
Johann Jacob Rehfuß war ein Sohn des Tübinger Metzgers Johann Rehfuß und seiner Frau Regine Speidel, einer Tochter des Hagellocher Glasers Johann Wilhelm Speidel. Wie sein Vater war er vom Beruf Metzger. 1766 heiratete er Maria Katharina Büchsenstein, eine Tochter von Philipp Jakob Büchsenstein aus Altingen. Aus der Ehe stammt der Schriftsteller Philipp Joseph von Rehfues (1779–1843).
Seit 1774 gehörte Rehfuß als Ratsverwandter zum Tübinger Rat, 1792 stieg er zum Gericht auf (bis 1819). Vom gleichen Jahr an war er auch Accisverwalter (bis 1810). Von 1800 bis 1819 bekleidete er das Amt des Bürgermeisters von Tübingen. Ab 1809 war er zusätzlich Oberaccisverwalter.
Als Bürgermeister hatte Rehfuß unter anderem in schwierigen Kriegszeiten die Polizei zu leiten. Er wurde als „wohlverdient“ angesehen, denn er zeichnete sich – bereits als Ratsherr – durch Gerechtigkeit bei der Verteilung der ihm nach der Feuersbrunst von 1789 anvertrauten Güter aus.